# Кучерская, Майя Александровна
Ма́йя Алекса́ндровна Куче́рская (род. 2 мая 1970, Москва) — российская писательница, литературовед и литературный критик, колумнистка, педагог.
Кандидат филологических наук (МГУ, 1997), доктор философии (PhD) 

 (UCLA, 1999), тема диссертации — Grand Duke Constantine Pavlovich Romanov in Russian Culture Mythology  . Профессор факультета филологии НИУ ВШЭ  , 5 раз — в 2011, 2013, 2015, 2016, 2022 гг. — признавалась лучшим преподавателем вуза  .
Лауреат Бунинской премии (2006), Студенческого Букера (2007). Победительница в читательском голосовании премии «Большая книга» (2013). Лауреат премии «Большая книга» (2021). Руководитель Школы литературного мастерства Creative Writing School, академический руководитель программы «Литературное мастерство» в НИУ ВШЭ по подготовке профессиональных литераторов.

## Биография
Родилась в Москве. Училась в школе № 1567 в гуманитарном профиле. В 1987 году поступила на русское отделение филологического факультета МГУ имени М. В. Ломоносова, которое окончила в 1992 году. Затем училась на отделении славянских языков и литературы Калифорнийского университета в Лос-Анджелесе (UCLA), окончила его в 1995 году.
В 1997 году защитила в МГУ кандидатскую диссертацию «Русский святочный рассказ и проблема канона в литературе нового времени». Вторую диссертацию защитила в 1999 году в Калифорнийском университете на тему «Grand Duke Constantine Pavlovich Romanov in Russian cultural mythology» («Великий князь Константин Павлович Романов в русской культурной мифологии»).
Преподаёт в Национальном исследовательском университете Высшая школа экономики, профессор факультета филологии, где ведёт курсы «Система западной словесности», «Русская литература второй половины XIX века» и др. Была редактором раздела «Прагматика культуры» интернет-издания «Полит.ру». С 2005 по 2015 — колумнист газеты «Ведомости».
Замужем, трое детей.
В 2014 году приняла участие в театрализованных онлайн-чтениях «Каренина. Живое издание».

## Творчество

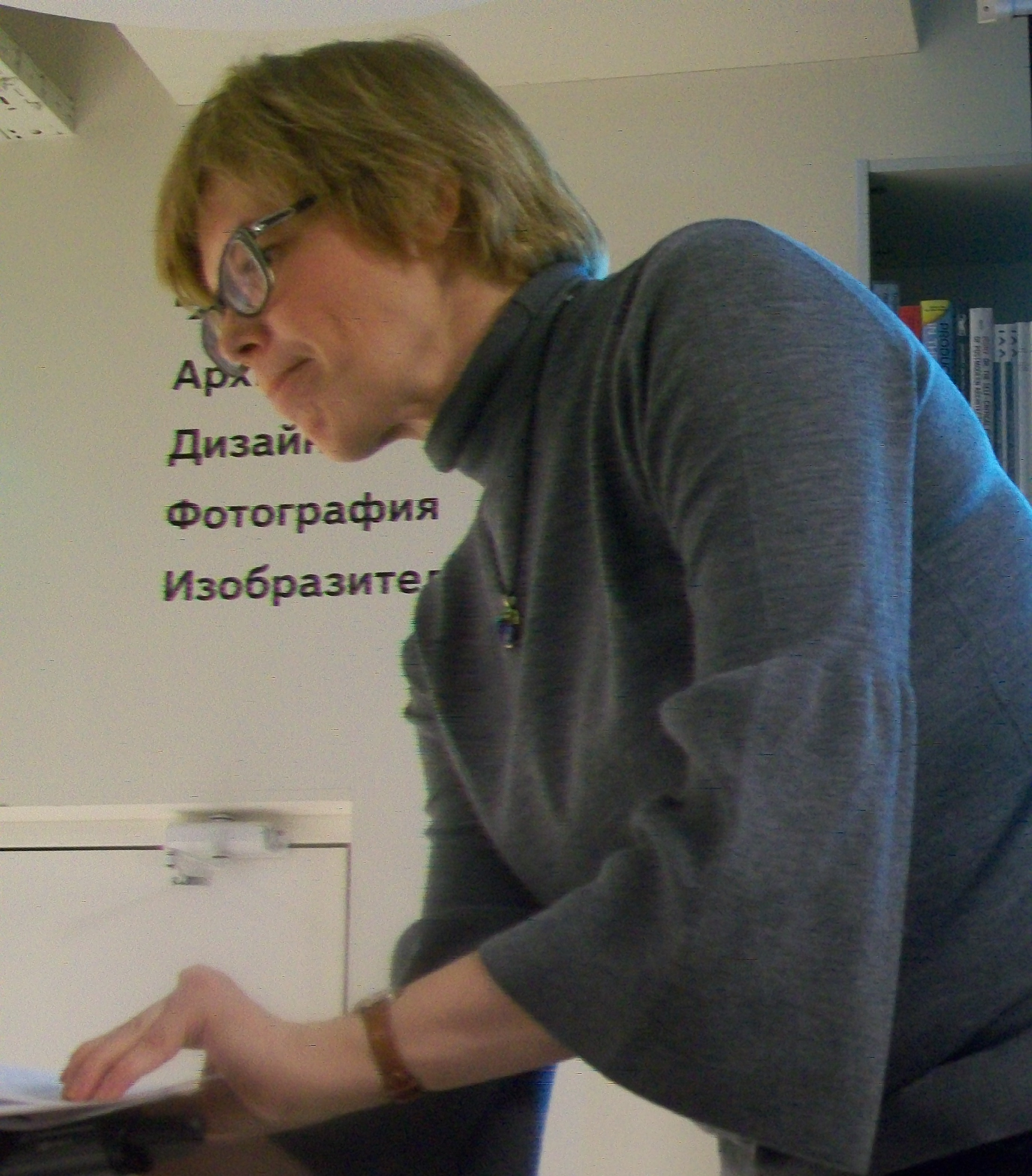
Майя Кучерская в Ельцин-центре проводит мастер-класс

Публикуется как критик с 1990 года (журнал «Детская литература»), как прозаик с конца 1990-х (журналы «Волга», «Постскриптум»). В 1998 году журнал «Волга» опубликовал повесть «История одного знакомства» о любви прихожанки к своему духовнику, позднее лёгшую в основу романа «Бог дождя».
Значительный резонанс вызвала первая книга прозы Майи Кучерской «Современный патерик. Чтение для впавших в уныние» — сборник историй, рассказов и анекдотов, посвящённых современной жизни Русской православной церкви. Опубликованная впервые в журнале «Знамя» в 2004 году, в следующем году она вышла отдельным изданием в издательстве «Время», затем неоднократно переиздавалась и была удостоена Бунинской премии (2006), ранее, в 2004 году, вместе с рассказом «Игра в снежки» эта книга получила премию журнала.
В 2005 году в серии ЖЗЛ также была опубликована книга «Константин Павлович», написанная по материалам диссертации.
Переписав свою юношескую повесть 1996 года, Кучерская в 2006 году заканчивает роман «Бог дождя», вышедший в 2007 году в издательстве «Время» и отмеченный премией «Студенческий Букер».
Майя Кучерская — автор многих научных, научно-популярных и критических статей в различных изданиях. В её профессиональные интересы входят массовая культура и литература XIX и начала XX века, мифология массового сознания, средневековая литература, современная русская проза и другие направления научных исследований.
В интервью 2006 года Майя отмечала, что работает над книгой о Николае Лескове для серии ЖЗЛ, а также над художественной «повестью о пошлости».
В сентябре 2012 года вышел новый роман писательницы «Тётя Мотя», журнальный вариант которого был сначала опубликован в «Знамени» (№ 7—8), повторно принеся Кучерской премию журнала «Знамя». В 2013 году роман вошёл в короткий список премии «Большая книга» и премии «Ясная Поляна».

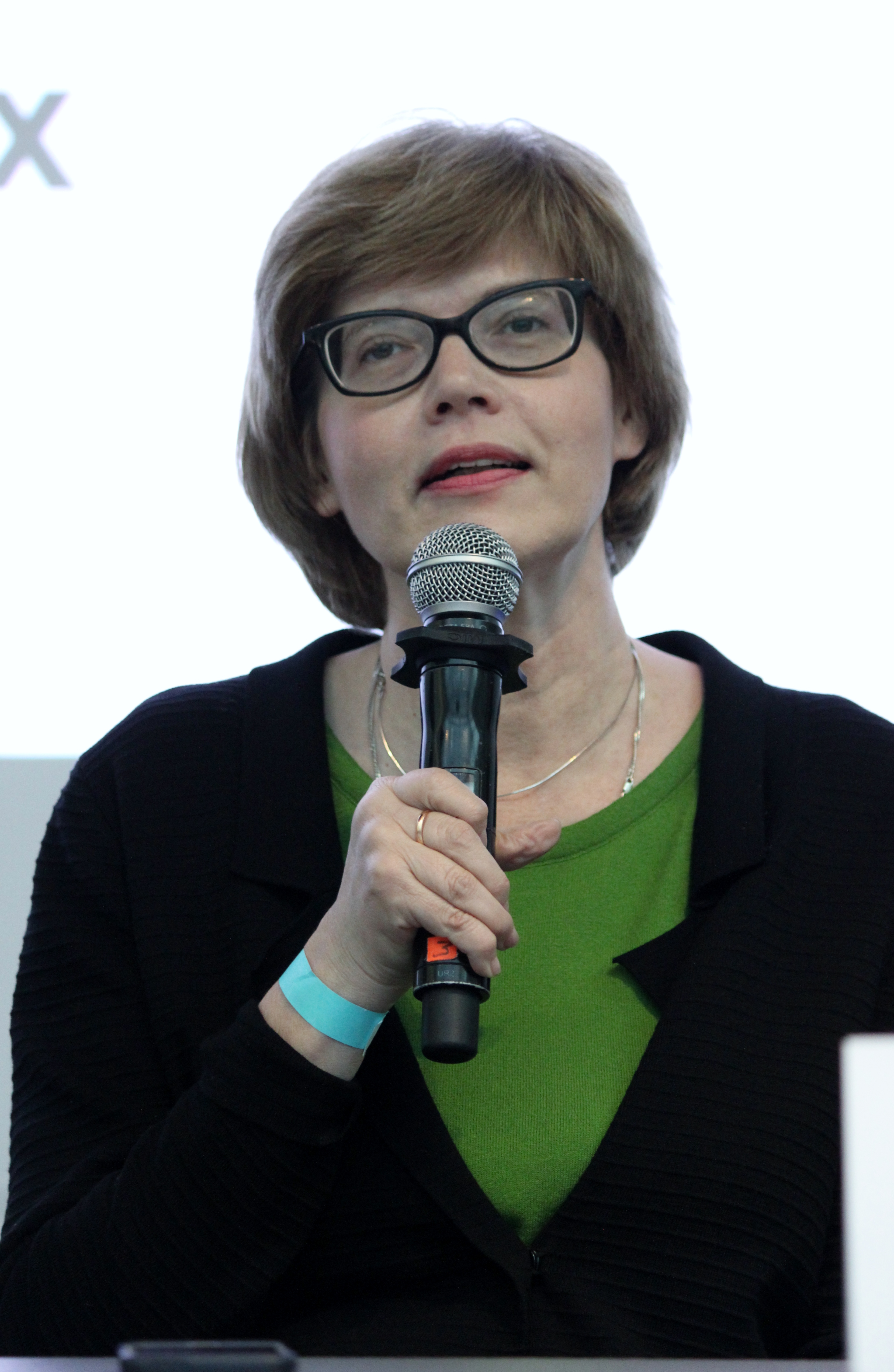
Кучерская на non/fictio№ 21, 2019

Весной 2014 года Майя Кучерская выпустила сборник рассказов «Плач по уехавшей учительнице рисования», часть из них никогда не публиковались прежде. Среди рассказов нет похожих, все они выполнены иногда в противоположной стилистической манере. По словам самой писательницы в одном из интервью, «получилась странная семейка, словно бы все эти тексты от одной матери, но от разных отцов. Отец-абсурдист, отец-авангардист, отец-суровый реалист, отец без лица, сбежавший после первого же свидания, и дитя получилось воспитанным матерью-одиночкой». В этом году Кучерская стала кавалером ордена журнала «Знамя».
В 2016 году в соавторстве с психологом Татьяной Ойзерской Майя Кучерская выпустила популярную книгу о счастье «Сглотнула рыба их…»; в 2017 году вышел сборник новых рассказов «Ты была совсем другой».
В 2021 году в серии «Жизнь замечательных людей» вышла написанная Майей Кучерской биография Н. С. Лескова «Прозеванный гений». Книга вошла в короткие списки премий «Большая книга» и «Ясная Поляна». В декабре 2021 года книга получила второе место премии «Большая книга», в декабре 2022 вошла в шорт-лист «Премии Читателя» — литературной премии библиотечного сообщества России.

## Отзывы
Литературовед и критик Кирилл Анкудинов писал в 2017 году про повесть «Голубка»: «Майя Кучерская наделена дивной способностью к пластическим описаниям людей и пейзажей; она любит Москву, и эта зрячая любовь передаётся мне, читателю, — повесть вбираешь с жарким азартом узнавания; но, как ни странно, именно живое мастерство становится причиной полуудачности „Голубки“: оно избыточно, чрезмерно для тех задач, которые автор поставил перед собой. В русской культуре (в отличие от западной) слишком глубока межа, отделяющая „высокую литературу“ от „массовой литературы“ (в которой самой по себе нет ничего предосудительного; просто это — другая литература). „Массовая литература“ у нас не пишется с переизбытком мастерства: она является прикладной, и отношение её авторов к языку — также прикладное. А нашей „высокой литературе“ не пристало рекламировать нам прогулки по Москве как способ исцеления от душевных кризисов (на то имеются „тренинговые тексты“). Что говорить, если даже „Хождение по мукам“ выглядит для нас подозрительно из-за хеппи-энда. Я понимаю, что позитивные установки Майи Кучерской следуют из её христианского мироощущения, предписывающего „трезвую радость“ и „тихую хвалу Господу за всё“. Однако не покидает ощущение, что „Голубка“ Кучерской канула в западню-межу меж „высокой литературой“ и блескучим „масслитом“; туда же, кстати, угодила и её предыдущая „Тётя Мотя“, сподобившаяся неоправданно жёстких рецензий из-за того, что от неё веяло „глянцем“. И от Диккенса с Гюго веет „глянцем“? — это так; но они были за рубежом».

## Избранная критика
- Роднянская И. «Книжная полка Ирины Роднянской» (о книге Майи Кучерской «Современный патерик») // Новый мир. — 2004. — № 8.
- Кайдалова Н. «Камень, брошенный в небо» (о книге Майи Кучерской «Бог дождя») // Новый мир. — 2008. — № 1.
- Дьякова Е. «Бежать нельзя остаться» (о книге Майи Кучерской «Тётя Мотя») // Новая газета. — 2012. — № 111.
- Семикин Г. «Подмышки и мизинцы» (о книге Майи Кучерской «Тётя Мотя») // Литературная газета. — 2012. — № 36.
- Котюсов А. «Бог, любовь, воздух и одиночество» (о книге Майи Кучерской «Плач по уехавшей учительнице рисования») // Дружба народов. — 2014. — № 6.
- Секретов С. «До и после» (о книге Майи Кучерской «Плач по уехавшей учительнице рисования») // Знамя. — 2015. — № 2.